# Herdenkingsteken voor Vleugeladjudanten

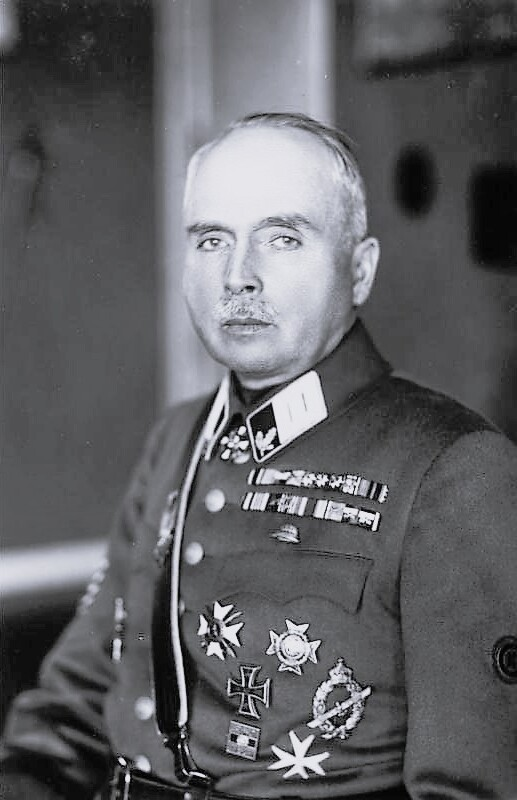
Karel Eduard van Saksen-Coburg en Gotha

Het Herdenkingsteken voor Vleugeladjudanten (Duits: Gedenkzeichen für Flügeladjutanten) was een in 1910 ingestelde militaire onderscheiding van het kleine Duitse hertogdom Saksen-Coburg en Gotha. Het werd aan de lagergeplaatste adjudanten in het Militaire Huis van de hertog, zogenaamde vleugeladjudanten die de vorst bij zijn werk en bezoeken aan het front tijdens de Eerste Wereldoorlog vergezelden toegekend. De stichter, Karel Eduard van Saksen-Coburg en Gotha, liet op het zilveren ereteken een monogram "CE" aanbrengen.
De regerende hertog van Saksen-Coburg en Gotha was erekolonel van het VIe Thüringischen Infanterie-Regiments Nr. 95. Daaruit werden ook zijn adjudanten gekozen.